# FYI (미국의 텔레비전 채널)

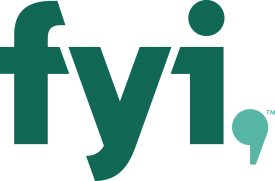

FYI는 미국의 TV 채널이다. 월트 디즈니 컴퍼니와 허스트 코퍼레이션이 50:50으로 설립한 A&E 네트웍스가 소유하고 있다.